# Boreatîn, Dzerjînsk
Boreatîn (în ucraineană Борятин) este un sat în comuna Iahodînka din raionul Dzerjînsk, regiunea Jîtomîr, Ucraina.

## Demografie
Componența lingvistică a localității Boreatîn
     Ucraineană (99,15%)
     Alte limbi (0,85%)
Conform recensământului din 2001, majoritatea populației localității Boreatîn era vorbitoare de ucraineană (99,15%), existând în minoritate și vorbitori de alte limbi.